# Евени
Евени или Ламути (евен. эвэсэл, рус. эвены) су тунгуско-манџурски народ насељен у Јакутији и Руском далеком истоку. Говоре евенским језиком (ранији назив: ламутски језик), те руским и јакутским. Већином су православне вјере, али упражњавају и неке традиционалне шаманске обичаје.
Према попису из 2002. ова национална заједница је бројала 21.830 припадника у Русији.